# Xinxi (sockenhuvudort i Kina, Jiangxi Sheng, lat 27,87, long 115,33)
Xinxi är en sockenhuvudort i Kina. Den ligger i provinsen Jiangxi, i den sydöstra delen av landet, omkring 110 kilometer sydväst om provinshuvudstaden Nanchang. Antalet invånare är 9 039. Befolkningen består av 4 365 kvinnor och 4 674 män. Barn under 15 år utgör 26,0 %, vuxna 15-64 år 59 %, och äldre över 65 år 13,0 %.
Runt Xinxi är det ganska tätbefolkat, med 239 invånare per kvadratkilometer. Närmaste större samhälle är Sanhu, 11,7 km nordost om Xinxi. Trakten runt Xinxi består till största delen av jordbruksmark.
Genomsnittlig årsnederbörd är 2 066 millimeter. Den regnigaste månaden är juni, med i genomsnitt 330 mm nederbörd, och den torraste är oktober, med 24 mm nederbörd.